# Candido Portinari
Candido Portinari   (Brodowski, 29 de desembre de 1903 - Rio de Janeiro, 6 de febrer de 1962) va ser un important pintor brasiler dins l'estil del neorealisme pictòric.

## Biografia
Els seus pares, Giovan Battista Portinari i Domenica Torquato, eren immigrants italians que van treballar en plantacions de cafè prop de Brodowski, a l’interior de São Paulo. Va tenir vocació artística des de la seva infantesa però va rebre poca formació i ni tan sols va acabar l'ensenyament primari. Als 14 anys, un grup de pintors i escultors italians que treballaven en la restauració d’esglésies va passar per la regió de Brodowski i va reclutar Portinari com a ajudant, fet que va suposar el seu inici en la carrera com a pintor.
Els paisatges de la seva infantesa, amb la terra fosca de la plantació i el cel blau, van inspirar la seva obra. En la majoria de les seves pintures, murals i frescos posteriors, va utilitzar el color blau i molts marrons i vermells perquè aquest era el color de casa seva.
Una de les seves primeres feines va ser dibuixar fotografies, capturant de prop la imatge exacta amb pintures i després ampliant les fotos. Aquests treballs es van vendre amb èxit perquè la semblança era sorprenent. Als 16 anys, decidit a millorar les seves capacitats, Portinari va deixar São Paulo i va marxar a Rio de Janeiro per estudiar a l'Escola Nacional de Belles Arts. Durant els seus estudis a l'ENBA, Portinari va començar a destacar i cridar l'atenció tant del professorat com de la premsa. Tant és així, que als 20 anys ja participava en diferents exposicions, guanyant elogis en articles de diversos diaris. És en aquest moment quan es va desenvolupar el seu interès per un moviment artístic fins ara considerat marginal: el modernisme.
Un dels principals premis de Portinari va ser la medalla d'or al Saló ENBA. Els anys 1926 i 1927, el pintor va aconseguir protagonisme, però no va guanyar. Anys més tard, Portinari fins i tot va afirmar que les seves teles amb elements modernistes van escandalitzar els jutges del certamen. El 1928 Portinari va preparar deliberadament un llenç amb elements acadèmics tradicionals i finalment va guanyar la medalla d'or i va obtenir una beca que el govern brasiler li va oferir per estudiar a Europa durant tres anys. Els dos anys que va passar vivint a París van ser determinants en l'estil que consagraria Portinari. Allà va tenir contacte amb altres artistes, com en neerlandès Van Dongen i Othon Friesz, i va conèixer Maria Martinelli (1912-2006), una jove uruguaiana de 19 anys amb qui l'artista passaria la resta de la seva vida. L'allunyament de Portinari de les seves arrels va acostar l'artista al Brasil, i va despertar en ell un interès social molt més profund. Durant la seva estada a Europa, Portinari va pintar poc però va estudiar les obres de diversos artistes europeus i va visitar museus. Va tornar al Brasil decidit a transmetre el veritable estil de vida brasiler i capturar el dolor i les lluites del seu poble a través del seu art.

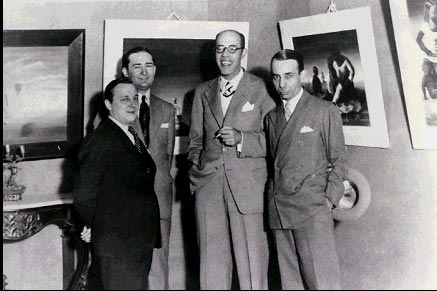
D'esquerra a dreta: Candido Portinari, Antônio Bento, Mário de Andrade i Rodrigo Melo Franco (1936)

El 1931, Portinari va tornar al Brasil renovat. Va canviar completament l'estètica de la seva obra, valorant més els colors i la idea de les pintures, trencant el compromís volumètric i abandonant la tridimensionalitat de les seves obres. A poc a poc, l'artista va deixar de banda les teles pintades a l'oli i va començar a dedicar-se als murals i al fresc. Va començar a retratar la realitat del Brasil, des de les seves belleses naturals fins a les dures vides de les poblacions més empobrides del país, perseguint una fusió de la seva formació acadèmica amb les avantguardes modernistes. Fidel a si mateix, no va permetre que les noves experiències i perspectives que havia conegut el canviessin. Les seves arrels van continuar sent importants per a ell i es va esforçar per retratar-ho en els seus quadres, esforçant-se a representar el veritable esperit brasiler. Volia que el món veiés la dura realitat de les condicions de vida al Brasil: la lluita per la supervivència; la força, el treball dur, la independència i l'autenticitat es veuen en gairebé totes les seves obres.

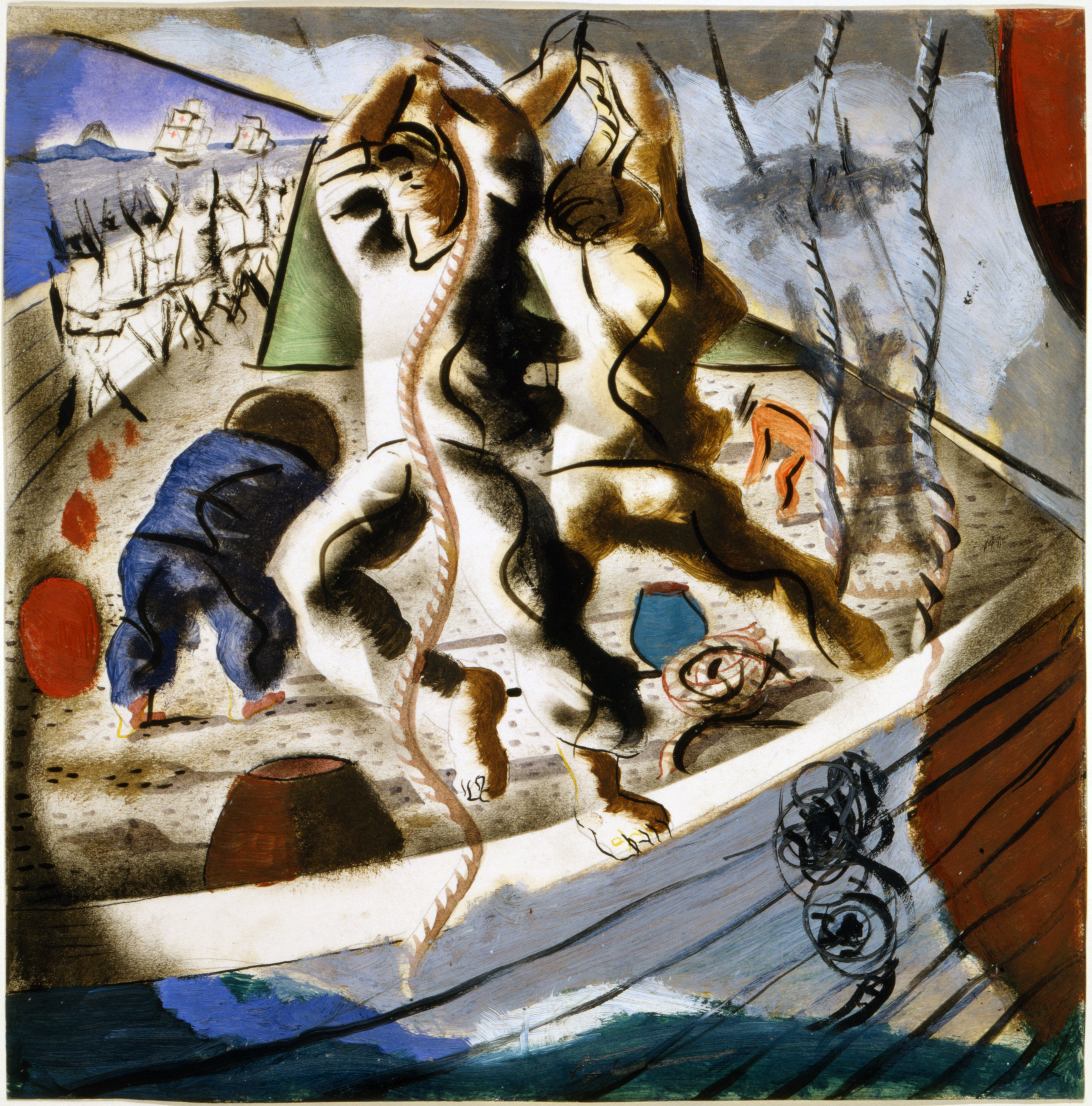
Estudi per a Discovery of the Land mural de la United States Library of Congress.

Adquirint nova notorietat entre la premsa, Portinari va exposar tres teles al Pavelló del Brasil de l'Exposició Universal de Nova York el 1939. Els quadres van cridar l'atenció d'Alfred Barr, director general del Museu d'Art Modern de Nova York (MoMA). L’any següent Alfred Barr li va comprar l’obra Morro do Rio (Turó de Rio) per exhibir-la immediatament al MoMA, al costat d'artistes reconeguts d'arreu del món. L'interès general per l'obra de l'artista brasiler va portar Barr a preparar una exposició individual per a Portinari al cor de Nova York. En aquell moment, Portinari va fer dos murals per a la Biblioteca del Congrés de Washington. En visitar el MoMA, va quedar impressionat per una obra que tornaria a canviar el seu estil, el Guernica de Pablo Picasso.
Portinari es va afiliar al Partit Comunista del Brasil i es va presentar a diputat l’any 1945 i a senador el 1947 però, a causa de la persecució dels comunistes durant el govern d'Eurico Gaspar Dutra, es va haver d'exiliar a l'Uruguai. La primera Biennal d’Art de São Paulo, celebrada l’any 1951, li va dedicar una sala. Després d’una declaració del govern d'amnistia general, va poder tornar al Brasil el 1952. Quan el 1956 les Nacions Unides van fer una crida als seus països afiliats per a la donació d’una obra d’art per la nova seu de l’organització, el Brasil va designar Portinari per a la tasca, que necessitaria quatre anys i uns 180 projectes per completar. Dag Hammarskjöld, que en aquell moment era el secretari general de l'ONU, va descriure-la com «l'obra d'art monumental més important donada a l'ONU».
Tot i que els metges el van advertir dels riscos de les toxines i la intoxicació per plom, no es va rendir i va continuar pintant. Portinari va patir problemes de salut durant l'última dècada de la seva vida i va morir a Rio de Janeiro el 1962, per l’enverinament del plom de les seves pintures.
Va col·laborar amb Oscar Niemeyer entre d'altres.

## Obra

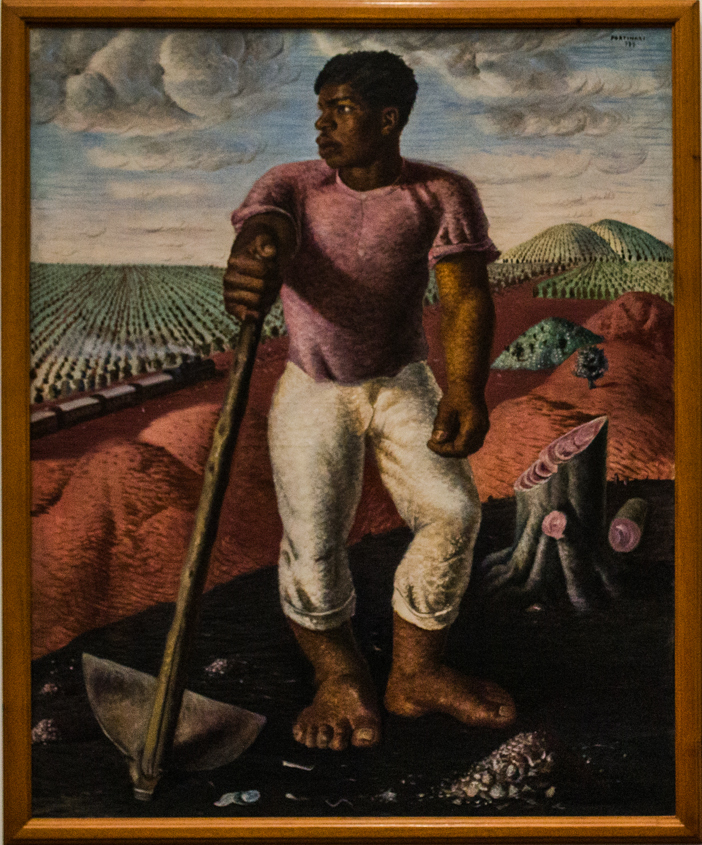
O Lavrador de café, 1939

Com va dir el pintor i historiador de l’art Israel Pedrosa, «cap pintor va pintar un país més que Portinari va pintar el seu...». Els seus temes socials, històrics, religiosos, els treballs al camp i la ciutat, els personatges populars, les festes, el folklore, la infància, els retrats dels grans brasilers de la seva generació, la fauna, la flora i paisatge, demostren amb eloqüència aquesta afirmació. Hi va haver innombrables influències: les seves pintures són properes al renaixement italià, al cubisme, al surrealisme i als pintors muralistes mexicans. Va ser un dels representants més importants del neorealisme i va influir molts artistes d'aquest moviment.
Entre les seves obres més prestigioses i famoses, destaquen els panells Guerra i pau (1953-1956), que es van presentar l'any 1956 a la seu de l'ONU, a Nova York. En aquell moment les autoritats nord-americanes no van permetre que Portinari fos present a la inauguració dels murals, a causa de les connexions de l'artista amb el Partit Comunista del Brasil. Abans de marxar als EUA, l'empresari i mecenes italobrasiler Ciccillo Matarazzo va intentar portar-los a São Paulo, ciutat natal de Portinari, per presentar-los al públic. Tanmateix, això no va ser possible i el febrer de 1956 els panells es van exposar al Theatro Municipal do Rio de Janeiro, amb la presència del pintor. El novembre de 2010, després de 53 anys, els panells van tornar al Brasil, on es van mostrar de nou al Teatre Municipal de Rio de Janeiro i, el 2012, al Memorial d'Amèrica Llatina, a São Paulo.
Els llenços Meninos com piões (Nois amb baldufes) i Favela formen part de la col·lecció permanent de la Fundação Maria Luisa i Oscar Americano. La seva col·lecció religiosa més àmplia, entre pintures i frescos, es troba a l'església de Bom Jesus da Cana Verde, al centre de Batatais, a l'interior de São Paulo, a 16 quilòmetres del seu lloc de naixement. Hi ha 23 obres, incloent dos retrats.
El 20 de desembre de 2007, el seu quadre O Lavrador de café (L’agricultor de cafè) va ser robat del Museu d'Art de São Paulo, juntament amb el Retrat de Suzanne Bloch de Pablo Picasso. Les pintures van romandre desaparegudes fins al 8 de gener de 2008, quan la Policia de São Paulo les va recuperar-les a la localitat de Ferraz de Vasconcelos i les va retornar al museu sense danys.
En l'àmbit de la il·lustració literària, Portinari, a través de la Sociedade dos Cem Bibliofilos do Brasil, va fer il·lustracions per a les obres Memórias Póstumas de Brás Cubas el 1944 i O Alienista el 1948. Portinari també va il·lustrar l'obra Dom Quixote, però les il·lustracions només es van publicar dècades més tard a través del projecte Diàleg cultural Brasil-Espanya.

## Premis i distincions

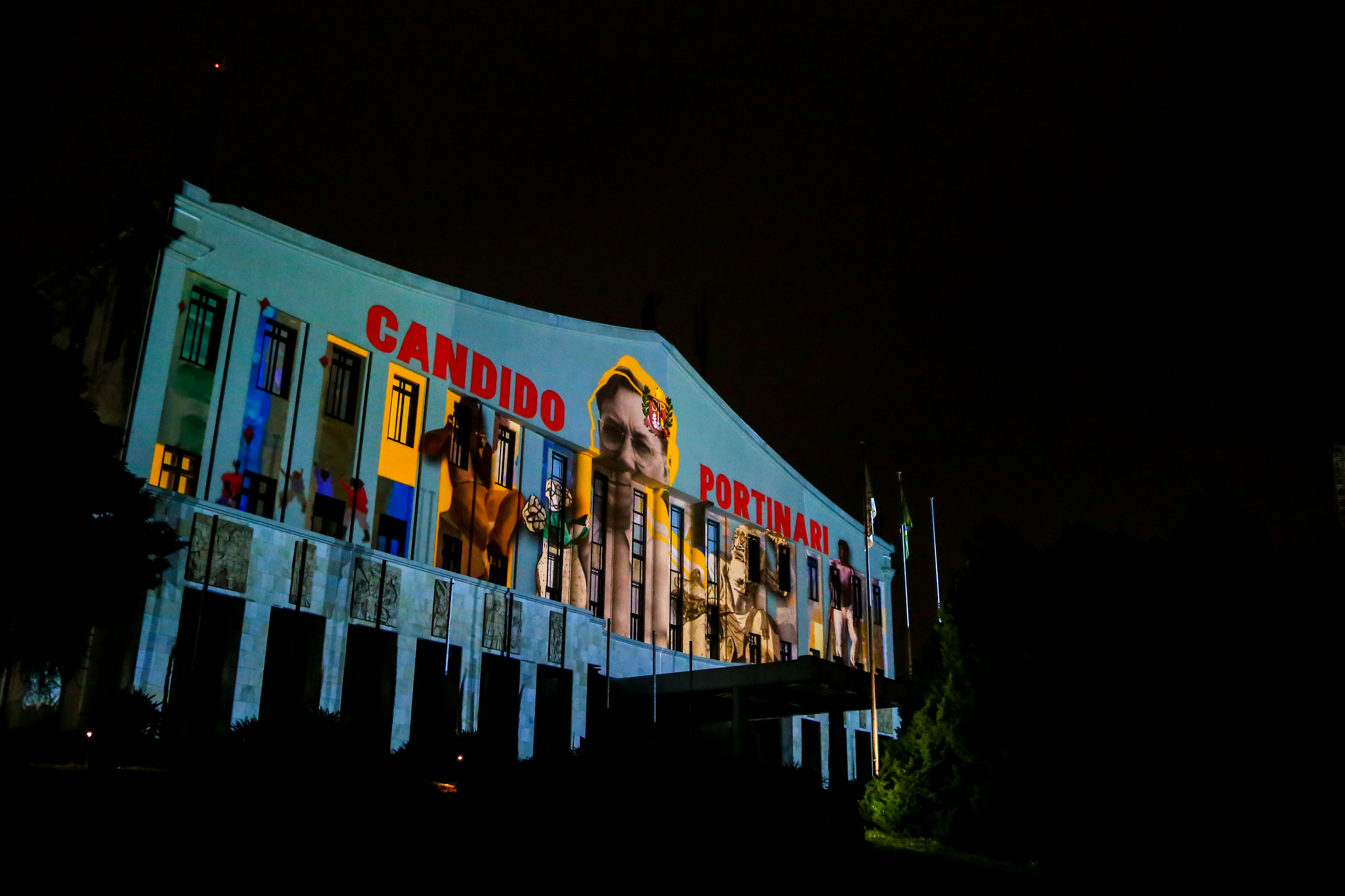
Vídeo mapping amb la imatge de Portinari, durant la commemoració del centenari de la Setmana d'Art Modern.

Candido Portinari va rebre diferents premis i distincions, al llarg de la seva vida, d’entre els que destaquen:
- 1941. La Universitat de Chicago publica el primer llibre sobre el pintor, Portinari: His Life and Art, amb una introducció de l’artista Rockwell Kent.
- 1946. El govern francès li concedeix la Legió d’Honor.
- 1950. Obté la medalla d’or de la Pau pel panell Tiradentes (Corretges), del 1949, en el marc del II Congrés Mundial dels Partidaris de la Pau de Varsòvia.
- 1956. Guanya la medalla d’or al millor pintor de l’any, concedida per International Fine Arts Council de Nova York, així com el premi Guggenheim del Brasil.
- 1957. És guardonat amb la Menció d’Honor en el Concurs Internacional d’Aquarel·la del Hallmark Art Award, de Nova York

A títol pòstum l’any 2005 va ser guardonat amb l'Orde de Rio Branco en el seu grau màxim, la Gran Creu, que li va atorgar el president Luz Inácio Lula da Silva.